# إيرينا بيريزينا
إيرينا بيريزينا (بالإنجليزية: Irina Berezina) (تعرف أيضاً بإيرينا فيلدمان؛ ولدت في 7 يوليو 1965 في كييف) وهي لاعبة شطرنج أسترالية ومدربة، وبطلة الشطرنج للنساء في أوشينيا خمس مرات.

## بطولاتها في الشطرنج
حصلت بيريزينا على المركز الأول في البطولة النسائية في جاكرتا في عام 1993 ونتيجة لذلك تم منحها لقب «أستاذ دولي في (الشطرنج)» (WIM).
في عام 1995 فازت ببطولة المنطقة النشيطة في آسيا والمحيط الهادي في كينتينغ هايلاندز، ماليزيا وواصلت لعبها في بطولة النساء في عام 1995 في كيشيناو، مولدوفا، حيث سجلت 5.5 نقاط من 13 مباراة.
فازت بيريزينا ببطولة النساء الأستراليات في عام 1999.فازت في بطولة المنطقة الأوقيانوسية للمرأة خمس مرات: في أعوام 2002 و 2005 و 2007 و 2011 و 2013.
شاركت في بطولة العالم للشطرنج النسوية ثلاث مرات: في عام 2006، 2012، و 2015.
لعبت بيريزينا للمنتخب الوطني الأسترالي في سبع أولمبياد الشطرنج للسيدات، في أعوام 1994 و 1996 و 2000 و 2002 و 2004 و 2006 و 2014.

## عملها كمدربة
حصلت بيريزينا على شهادة في تدريب الشطرنج من معهد كييف للثقافة البدنية والرياضة.
في عام 2005، تم اعتماد بيريزينا كمدربة.

## وصلات خارجية
- Irina Berezina chess games at 365Chess.com
- إيرينا بيريزينا على موقع الاتحاد الدولي للشطرنج (الإنجليزية)
- إيرينا بيريزينا على موقع مباريات الشطرنج (الإنجليزية)
- إيرينا بيريزينا على موقع 365Chess.com (الإنجليزية)
- إيرينا بيريزينا على موقع Chesstempo.com (الإنجليزية)
- إيرينا بيريزينا سجل أولمبياد الشطرنج للسيدات على موقع OlimpBase.org (الإنجليزية)
- Chess Masters